# Museu de Malawi
El Museu de Malawi o Museu Chichiri és un museu històric i cultural localitzat en Blantyre, Malawi. El museu, oficialment anomenat Nyasaland Museu, fou impulsat per la legislació del maig del 1957. L'edifici del museu actual va ser construït el 1965 al Turó de Chichiri de Blantyre, amb diners de donants de confiança i del Govern de Malawi. El museu s'obrí oficialment el juny de 1966.

## Història
La Societat de Malawi va començar a fer campanya per la creació d'un museu a principis de la dècada de 1950. Els Museus de Malawi, coneguts inicialment com el Museu Nyasaland, es van establir per llei el maig de 1957 mitjançant l'Ordenança del Museu. Núm. 201. El museu inicial es va allotjar a la casa Mandala de Blantyre.
L'edifici actual del museu es va construir el 1965 a Chichiri Hill a Blantyre, amb fons del Beit Trust i el govern de Malawi. El cost de la construcció va ser de 21.000 lliures de Malawi. El museu va ser inaugurat formalment per Kamuzu Banda el 29 de juny de 1966. Sota la presidència de Kamuzu Banda, la recollida es va limitar en alguns casos per evitar qualsevol risc de molestar el govern amb el resultat que es va fer poca recaptació dels grups associats als rebels. Algunes intents de compensació respecte la situació existent s'han fet en els processos de captació post-Banda.
El 2009, l'Electricity Supply Corporation of Malawi va subministrar una exposició hidroelèctrica que es troba a la secció exterior del museu.